# Barbara Sheldon
Barbara Sheldon (24 de noviembre de 1912–19 de octubre de 2007) fue una actriz de cine estadounidense de principios de la década de 1930.  Comenzó su carrera cinematográfica en 1933 en Stolen by Gypsies or Beer and Bicycles, y protagonizó otras dos películas ese mismo año. Su papel más conocido fue cuando actuó junto con John Wayne en la película de 1934 The Lucky Texan. Consiguió el papel gracias a su excelente destreza como jinete. Sería su última película. Sin ningún otro papel en su camino, se retiró de la actuación. Murió a los 94 años el 19 de octubre de 2007.
Aunque su biografía en IMDb indica que su lugar de nacimiento es Kalamazoo, MI, su biografía en el periódico The Lucky Texan dice que nació en Nueva Orleans, donde también aprendió a montar, y tenía la esperanza de convertirse en jinete. Más tarde se trasladó a Hartford, Connecticut, donde actuó con la compañía de teatro de Jimmy Thatcher.

## Filmografía
- Stolen by Gypsies or Beer and Bicycles (1933)
- Fits in a Fiddle (1933)
- Flying Down to Rio (1933) (Sin acreditar)
- The Lucky Texan (1934)